# Ergoldsbach
Ergoldsbach è un comune tedesco di 7 495 abitanti, situato nel land della Baviera.